# Casanova (Baila Casanova)
«Casanova» es una canción interpretada por la cantante mexicana Paulina Rubio, incluida en su sexto álbum de estudio, Border Girl (2002). Las compañías Universal, Polydor y Muxxic la publicaron como el cuarto sencillo del disco en noviembre de 2002. Una versión en español de la canción, titulada «Baila Casanova» se publicó para el mercado hispano en Latinoamérica y España. 
Compuesta por Calanit Ledani, Darryl Zero, Jeeve y Kevin Colbert, y producida por Marcello Azevedo, «Casanova» es una canción dance y pop latino cargada de influencias de música latina como la salsa. Tiene un estilo rítmico y pegajoso ideal para las pistas de baile, mientras que su letra desborda sensualidad. 
En 2015 la publicación española Lo + Musical la mencionó como «la canción del verano de 2003».

## Lanzamiento
Tras la aceptación que recibieron los sencillos posteriores de Border Girl para el mercado inglés - "Don't Say Goodbye" y "The One You Love" -, se planteó el lanzamiento como tercer sencillo en inglés de "I'll Be Right Here (Sexual Lover)" en último momento, esto para elevar el éxito del álbum en Europa y Reino Unido.

## Video musical
El video oficial de la canción, tanto en inglés como en español se grabó en el Palacio Nacional de La República Dominicana durante otoño de 2002. Junto a "I'll Be Right Here (Sexual Lover)", los videos fueron dirigidos por el colombiano Simon Brand, quien trabajó con los latinos Shakira, Thalía, Enrique Iglesias y Chayanne. La idea del video era fusionar el ritmo de la canción con una atmósfera llena de brillo.
En el video Paulina Rubio luce un vestido rojo muy corto y sale comenzando a bailar con los meseros. Curiosamente, esta canción fue escogida en su tiempo por varias quinceañeras para bailar en sus fiestas, siguiendo los mismos pasos que Paulina hizo en el video. También hay escenas con los meseros, en donde va bajando con un vestido blanco largo. Tampoco se deja atrás cuando el galán principal, interpretado por el actor Juan Tavarez toca la guitarra al estilo español tratando de conquistar a la intérprete, quien al final se sube por las escaleras y se da cuenta de que todo era su imaginación (al final con una sonrisa).

## Formatos
| Maxisencillo México. |                                             |          |  |
| N.º                  | Título                                      | Duración |  |
| 1.                   | «Baila Casanova» (Álbum Versión)            | 03:46    |  |
| 2.                   | «Casanova» (Álbum Versión)                  | 03:36    |  |
| 3.                   | «Baila Casanova» (Club Remix Single)        | 03:41    |  |
| 4.                   | «Baila Casanova» (Club Remix Extended)      | 07:43    |  |
| 5.                   | «Baila Casanova» (Karaoke Club Remix)       | 03:41    |  |
| 6.                   | «Baila Casanova» (Club Remix Instrumental)  | 07:43    |  |
| 7.                   | «Baila Casanova» (Raúl Orrellana Mix)       | 03:37    |  |
| 8.                   | «Baila Casanova» (Big Banger Spanghish Mix) | 08:51    |  |
| 9.                   | «Baila Casanova» (Groove Girl Mix)          | 07:27    |  |

| Remixes España. |                                            |          |  |
| N.º             | Título                                     | Duración |  |
| 1.              | «Baila Casanova» (Club Remix Single)       | 03:41    |  |
| 2.              | «Baila Casanova» (Club Remix Extended)     | 07:43    |  |
| 3.              | «Baila Casanova» (Karaoke Club Remix)      | 03:41    |  |
| 4.              | «Baila Casanova» (Club Remix Instrumental) | 07:43    |  |

## Listas
| América |        |   |
| España  | Los 40 | 1 |